# De Zwaluw (Nieuwe Pekela)
De Zwaluw is een korenmolen aan het Pekelderdiep in Nieuwe Pekela in de provincie Groningen.
De molen werd in 1891 gebouwd en is decennialang in bezit geweest van de molenaarsfamilie Pot. De molen is sinds een restauratie in de jaren zeventig van de twintigste eeuw in gebruik voor het professioneel malen van diervoeders. Rond de molen is een heel bedrijf gericht op diervoeder ontstaan. De familie Pot, die nog steeds de korenmolen De Hoop in Kropswolde in bezit heeft, heeft de molen in 2003 overgedaan aan de huidige eigenaar, de Stichting Molen De Zwaluw. De molen is enkele jaren geleden gerestaureerd en is een van de weinige overgebleven ronde stenen molens in Noord-Nederland.